# Familienaufstellung

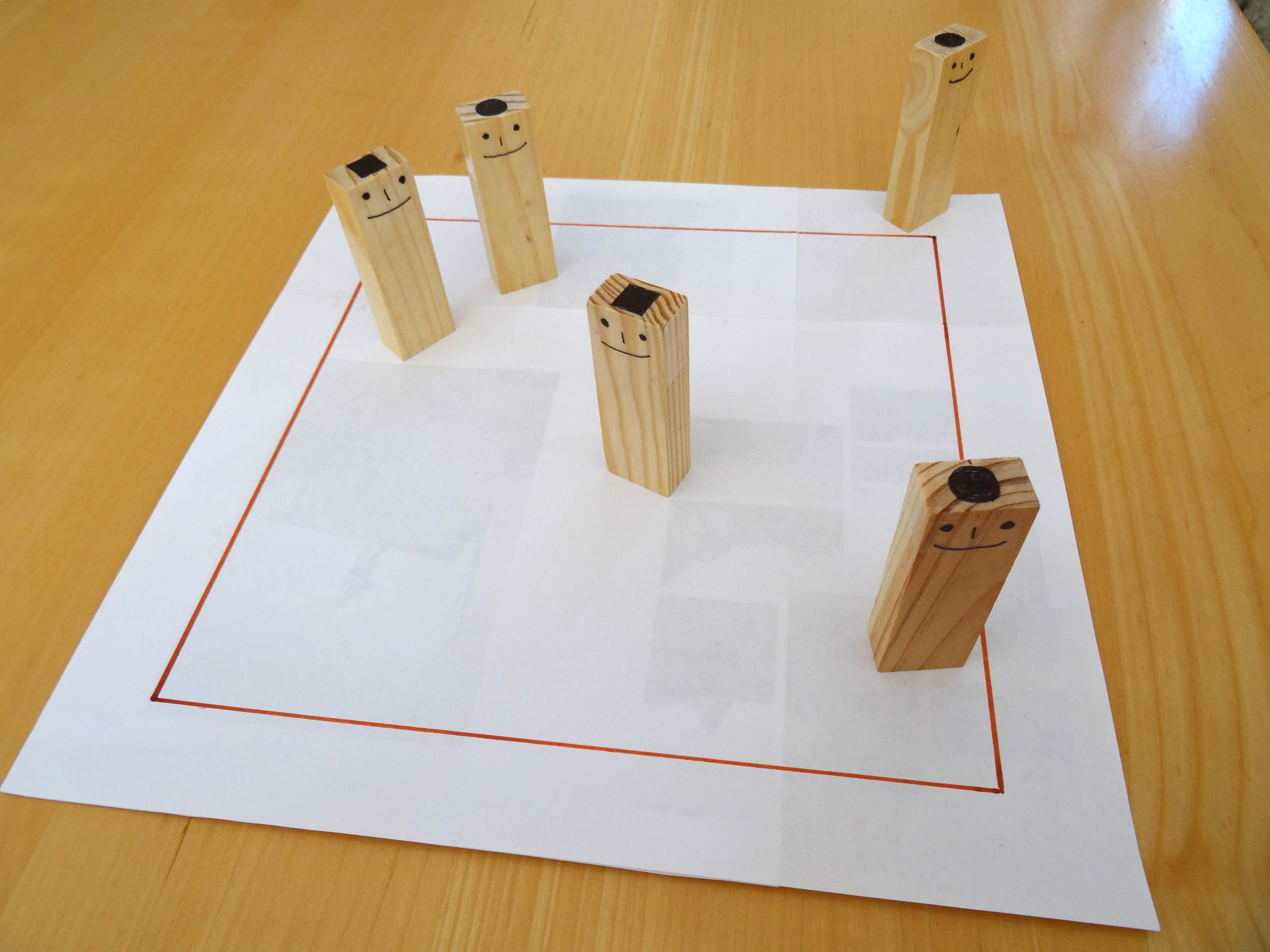
Eine reduzierte Variante des Familienstellens mittels Systembrett. Als primär relevant werden Distanz, Winkel und Blickrichtung unter den repräsentierend aufgestellten Personen verstanden.

Familienaufstellung (auch Familienstellen) bezeichnet ein Verfahren, bei dem Personen stellvertretend für Mitglieder des Familiensystems eines Klienten konstellativ angeordnet (gestellt) werden, um aus einer dazu in Beziehung gesetzten Wahrnehmungsposition gewisse Muster innerhalb jenes Systems erkennen zu können. Das Familienstellen gründet auf der Vermutung, dass innerlich-grundlegende Beziehungen auch innerlich-räumlich abgespeichert wirken – je nach Ausprägung funktional bis dysfunktional. Es handelt sich bei Aufstellungen nicht um Rollenspiele.

## Ablauf
Familienaufstellung findet meist in Gruppen von zehn bis zwanzig Personen statt. Jemand, der eine persönliche Thematik lösen möchte, meldet sich, um für sich eine Aufstellung durchführen zu lassen. Der Aufstellungsleiter befragt diesen Klienten zu seiner Situation, zu seinem System (Gegenwarts- und/oder Herkunftssystem) und zu seinem Anliegen.
Für manche Familienmitglieder (welche als wesentlich für das Anliegen des Klienten vermutet werden) werden dann aus der anwesenden Seminargruppe Stellvertreter ausgewählt, die zueinander in Beziehung positioniert werden. Auch für den Klienten selbst gibt es einen Stellvertreter, der für dessen eigenes Ich (Fokus) steht und der zu den anderen repräsentierten Familienmitgliedern in einen räumlichen Bezug gestellt wird. Mittels des intuitiven Positionierens von Stellvertretern „stülpt“ der Klient gewissermaßen sein inneres Bild hinsichtlich unbewusst abgebildeter Relationen (untereinander und in Relation zu seinem Fokus) nach außen in den Raum (Erstbild).
Weil bei der systemischen Aufstellungsarbeit davon ausgegangen wird, dass Symptomatik in loyalem Bezug (zu Einzelnen aus dem Familiensystem) entwickelt werde und „verstrickte“ Bezüge (innerhalb des Erstbildes) räumlich darauf hinweisen, können diese System-Relationen, weil von außerhalb, innerlich distanziert erlebt werden (dissoziiert über den Stellvertreter des eigenen Fokus).
Aus ihrer Position heraus können die Stellvertreter Gefühle und Gedanken entwickeln, die denjenigen der repräsentierten Personen aus dem Familiensystem des Klienten entsprechen. Dieses Phänomen wird als repräsentierende Wahrnehmung bezeichnet. Die Angehörigen des Klienten werden im so strukturierten Raum der Wahrnehmungen gleichsam zu psychisch Anwesenden. Dabei können Verstrickungen (dysfunktionale Systemdynamiken) erkannt werden: Beispielsweise Aufgaben, die dem Klienten (unbewusst) aufgebürdet worden sind („Delegation“), oder eine dysfunktionale Systemdynamik, die der Klient unbewusst (aus Loyalität und „Stolz“ zu Einem aus dem System) ursprünglich selbst (intrinsisch) entwickelte. Unterschiedliche Verstrickungsmuster können bei der Aufstellungsarbeit ersichtlich werden – um aber nicht einer „falschen Fährte“ zu folgen, werden bei Familienaufstellungen idealerweise Offenlegungstests zu der vermuteten Kern-Systemdynamik durchgeführt; erst dann kann in Richtung einer Initiierung einer Lösung weitergegangen werden. Der innere Ablauf klassischer Aufstellungsarbeit stellt sich – falls so vorgegangen wird – in drei Schritten dar:
- Interview mit dem Klienten (zu seiner Symptomatik und zu Ungewöhnlichkeiten in seiner Familie)
- Offenlegung (Testen jeweiliger Kern-Systemdynamik und zur Veranschaulichung von Loyalitätsbezügen)
- Lösung (initiierende Intervention)

Neben dem Familienaufstellen in einer Gruppe gibt es auch die Möglichkeit, die räumlichen Korrelationen und die relationalen Abhängigkeiten unter den Familienmitgliedern figürlich (siehe auch Familienbrett) abzubilden.

## Voraussetzungen
Entscheidend für den sinnvollen Verlauf einer Familienaufstellung ist, dass der jeweilige Klient ein ernsthaftes Anliegen hat (Leidensdruck). Zur Vorbereitung auf eine eigene Familienaufstellung empfiehlt sich die Auseinandersetzung mit dem eigenen Herkunftssystem und auch, im Vorfeld ein Genogramm (inklusive Ungewöhnlichkeiten innerhalb des Systems) anzufertigen.
Die Teilnahme an Familienaufstellungen auch als Stellvertreter setzt im Allgemeinen normale körperliche und psychische Belastbarkeit voraus. Eine Familienaufstellung hat nicht a priori eine psychotherapeutische Wirkung, ebenso wenig wie dies z. B. für ein Gespräch gelten kann. Wenn Familienaufstellungen angeboten werden, so bedarf es im Allgemeinen zur psychotherapeutischen Wirksamkeit noch der fachkundigen Intervention des entsprechend ausgebildeten Aufstellungsleiters. Das Ziel bei der Aufstellungsarbeit (in abgeänderter Variante auch bei Einzelsitzungen) ist nicht generell und a priori ein therapeutisches. Gleichwohl sollte die Tiefenwirkung, die eine Aufstellung haben kann, nicht unterschätzt werden.

## Ursprünge, ähnliche Verfahren und Weiterentwicklungen
- Der österreichische Arzt Jakob Moreno wählte im Psychodrama Stellvertreter für die betreffenden Personen eines zu bearbeitenden Konflikts. Die Stellvertreter hatten jenen Konflikt in ihren Rollen dramaturgisch darzustellen (im Unterschied zum Familien-Stellen).
- Die „Familienskulptur“, entwickelt von Virginia Satir (Palo-Alto-Gruppe). Dieses Verfahren nutzte bereits räumliche Anordnungen unter den (teilweise real anwesenden) Familienmitgliedern, wobei das Hauptaugenmerk anfangs auf dem aktuellen Beziehungssystem der Familie des jeweiligen Klienten lag/liegt und weniger auf der räumlichen Anordnung allein, als vielmehr auf Art und Weise der körperlichen Skulpturen bzw. Haltungen, die (aus sprachlich metaphorischen Hinweisen des Klienten bei Beziehungsproblembeschreibungen) nach- bzw. abgebildet wurden/werden.[5] So ermöglicht(e) die kreierte Familienskulptur (deren externe Abbildung) dem jeweiligen Klienten, Familienbeziehungen nonverbal darzustellen und (innere, tw. sprachlich repräsentierte) Konflikte (aus dem Bild der Familienskulptur) nachzuvollziehen. Auf dieser (symptomatischen) Basis erfolgte die Prozessarbeit (häufig Reframing)[6] durch Virginia Satir. Bei der „Familienrekonstruktion“ wurde von Virginia Satir dann die Mehrgenerationenperspektive hinzugefügt.[7]
- Anwendungen aus der Hypnotherapie nach Milton H. Erickson waren prägend für den Sprachgebrauch (Semantik) innerhalb der Familienaufstellung.
- Ausgleich und Ordnung: Iván Böszörményi-Nagy, Geraldine M. Spark (Unsichtbare Bindungen. Die Dynamik familiärer Systeme), USA 1965 (dt. 1973); siehe auch Parentifizierung. Auf Bert Hellinger ist die zu Ausgleich und Ordnung ergänzte Zugehörigkeit (Bindung) zum jeweiligen System zurückzuführen.

- Die strukturelle Familientherapie (Salvador Minuchin, 1967/77) fokussiert auf dysfunktionale Grenzverletzungen von Subsystemen untereinander und innerhalb jenes des Klienten.[8]
- In Anlehnung an die Annahmen der strukturellen Familientherapie entwickelten Thomas M. Gehring und sein Team Anfang der 1980er Jahre an der Universität Zürich und der Stanford University, California, den Familiensystemtest (FAST)[9]. Mit dieser Visualisierungsmethode werden die Kohäsion und Hierarchie in der Familie und in ähnlichen Sozialsystemen mittels Figuren auf einem Brett dargestellt. Der Abstand zwischen den Figuren, die Blickrichtung und die erhöhte Positionierung werden als Darstellung typischer, idealer oder konfliktreicher Beziehungen (zum Beispiel Eltern-Kind-Triade) quantitativ und qualitativ ausgewertet und dienen als Grundlage für Problem- bzw. Zielanalysen. Durch eine halbstrukturierte Nachbefragung werden zusätzliche Informationen für die Konzeptualisierung bzw. Evaluation von systemischen Interventionen erhoben.
- Auf Kurt Ludewig und Thea Schönfelder basiert u. a. das Familienbrett. Von Thea Schönfelder wurde erstmals das Stellen von Stellvertretern ohne Angabe von Gesten, Sätzen und ohne nähere Informationen zur ersten Informationsgewinnung genutzt.[10]
- Bei einem Kurs (Lindauer Psychotherapiewochen) von Thea Schönfelder lernte Bert Hellinger die Effekte einer Familienaufstellung ursprünglich kennen, bei Ruth McClendon und Leslie B. Kadis (Carmel Institute for Family Business, California, USA) lernte er Hintergründe der Methode und baute diese weiter aus. Ab 1999/2000 entwickelte er das Aufstellungsformat „Bewegungen der Seele“,[11] wo entweder nur manchen oder allen Stellvertretern erlaubt wird, ihren innerlich auftretenden Bewegungstendenzen nach-zu-gehen (Hin-, Zu- oder Abwendung etc.). Bei einer reduzierten Variante von Bewegungen der Seele wird nur der Stellvertreter des Klienten (Fokus) gestellt – in Erwartung „seiner“ nach außen repräsentierten (inneren) Bewegungstendenz.
- Die Weiterentwicklung zur Organisationsaufstellung (durch Gunthard Weber und Klaus Grochowiak) entstand auf Basis der Erkenntnisse aus der Familienaufstellung. Global gelten identische Parameter (Ausgleich/Ordnung/Zugehörigkeit) in Systemen, Details differieren. Hinsichtlich Zugehörigkeit differiert im Organisationssystem freilich das Recht auf unbedingte Zugehörigkeit (leichtfertiger Ausschluss gilt dennoch als dysfunktionales Risiko).[12]
- Die Entwicklung zur Strukturaufstellung (durch Matthias Varga von Kibéd) abstrahiert (bzw. entkonkretisiert) eine evtl. personale (System-)Ebene. Damit ist die Aufstellungsarbeit auf einer vagen (Symptom-)Kontext-Ebene (zur Intervention und/oder in Form einer ersten Annäherung) ebenso grundsätzlich möglich. Die Möglichkeit der (intra-)personalen Abstraktion fand bereits bei Virginia Satir statt („Parts Party“).[13]
- Auch die sowohl im Einzel- als auch im Gruppensetting angewandte Methode der Identitätsorientierten Psychotraumatherapie (IoPT) nach Franz Ruppert hat Ursprünge im Familienstellen. Statt äußere Systeme aufzustellen, arbeitet man hier allerdings mit dem inneren System der eigenen Psyche und ihren Anteilen. Auch in der IoPT macht man sich das Phänomen der stellvertretenden Wahrnehmung zunutze, spricht aber von Resonanzgebern statt von Stellvertretern.
- Die potentialorientierte Systemaufstellung (nach Stephan W. Ludwig) entwickelt die traditionelle Aufstellungsarbeit durch einen Fokus auf Ressourcen und Entwicklungsmöglichkeiten weiter. Sie unterscheidet sich damit fundamental von problemzentrierten Ansätzen, indem sie sich auf verborgene Potentiale ausrichtet und evidenzbasierte Ansätze einschließt, wie beispielsweise die Kontrolle von im Vorab gesteckten Zielen. Die seitens des Entwicklers angegebene Datenlage ist durch kommerzielle Interessen nicht eindeutig.[14][15]

## Rezeption
Während der Verein Pro Psychotherapie die klassische Familienaufstellung nach Hellinger ablehnt, erklärt der Verein jedoch, dass Familienaufstellungen positive Auswirkungen haben können, sofern diese „eingebettet in eine Psychotherapie bei einem qualifizierten Therapeuten und in einem Methodenmix eingesetzt“ würden. Die Methodik nach Hellinger wird ebenso von der Deutschen Gesellschaft für Systemische Therapie, Beratung und Familientherapie vehement abgelehnt. Der Psychologe und Psychotherapeut Michael Utsch erklärt, es komme darauf an, wer und zu welchem Zweck damit arbeite. „Als diagnostisches Hilfsmittel kann sie [die Hellingersche Familienaufstellung] in erfahrenen Händen hilfreich sein, als rigoroses Deutungsinstrument hingegen auch gefährlich werden.“
Laut Wolfgang Hantel-Quitmann gehe es bei der klassischen Familienaufstellung nicht darum, Klienten zu helfen, sondern bloß darum, „ihnen eine Einsicht in die Lehren Hellingers zu suggerieren und sie von diesen abhängig zu machen“. Dagegen erklärt der Psychotherapeut Martin Baierl: „Wie bei den meisten Vorgehensweisen steht und fällt die Qualität dieser Arbeit [Familien- oder Systemaufstellungen] mit der Person, die sie anwendet.“
Das Phänomen der repräsentierenden Wahrnehmung kann bis heute nicht restlos erklärt werden, jedoch konnte Peter Schlötter in seiner Dissertation (Universität Witten/Herdecke, 2005) mit einer großangelegten Untersuchung mit 2800 Einzelversuchen empirisch nachweisen, dass bestimmte repräsentierende Wahrnehmungen überindividuell reproduzierbar sind, dass also unterschiedlichste Personen (Stellvertreter) tendenziell gleiche Wahrnehmungen in Systemaufstellungen äußern.
Am Universitätsklinikum Heidelberg wurde im Zeitraum von 2009 bis 2013 eine von der Deutschen Forschungsgemeinschaft unterstützte empirische Studie (208 Teilnehmer; mit Experimentalgruppe und Kontrollgruppe) zur Wirksamkeit von Aufstellungen durchgeführt. Diese Studie deutet auf verbesserte psychische Befindlichkeiten der Teilnehmer nach Aufstellungen hin (auch wenn diese „nur“ Placebo-Effekten geschuldet sein sollten, was nicht grundsätzlich ausgeschlossen werden könne).